# Steve Jansen
Steve Jansen, ursprungligen Stephen Ian Batt, född 1 december 1959 i Sydenham, Lewisham, London, är en brittisk musiker, mest känd som medlem av gruppen Japan där han spelade trummor.
Han är bror till David Sylvian och har medverkat på de flesta av dennes soloalbum samt i gruppen Nine Horses.
Efter Japans splittring bildade han The Dolphin Brothers tillsammans med Richard Barbieri där han förutom att spela trummor, percussion och keyboards även sjöng. De gav 1987 ut albumet Catch The Fall.
Han har som studiomusiker samarbetat med en rad olika artister, bland annat medlemmar från Yellow Magic Orchestra. 2008 gav han ut sitt första soloalbum Slope.
2014 startade Jansen gruppen Exit North tillsammans med de svenska musikerna Ulf Jansson, Charlie Storm och Thomas Feiner. I omgångar reste Jansen till Göteborg och spelade in skivan Book of Romance and Dust, som släpptes 1 oktober 2018.